# 7373 Сташис
7373 Сташис (7373 Stashis) — астероїд головного поясу, відкритий 27 серпня 1979 року.
Тіссеранів параметр щодо Юпітера — 3,185.
Названо на честь відомого українського юриста Сташиса Володимира Володимировича, (1925-2011).